# 螢子 (アダルトゲーム)
『螢子』（ほたるこ）は、2002年9月27日にマリゴールドのアダルトゲームブランドであるタイガーマンプロジェクトより発売された18禁伝奇ホラーアドベンチャーゲーム。及び、それを原作として2003年2月21日にグリーンバニーより発売されたアダルトアニメ。

## 概要
タイガーマンプロジェクトから発売されたアダルトゲームは、本作のみである。
本作は金澤勝眞の代表作の1つでもあり、原作を務めた他、アダルトアニメ版にも引き続き監督や脚本として携わっている。原画は武藤技闇、シナリオは長友慎也、音楽はTeam X-Fadeが担当している。
なお、セックスシーンの他、グロテスクシーンが存在する。陰惨な殺人事件を機に、根源的恐怖を振りまく何かとそれによる幻覚に触れて行くシナリオ上、「狂気パラメータ」が実装されている。これが振り切れてしまうと強制バッドエンドとなる。

## ストーリー
主人公は、恋人である杵築螢子と共に、螢子の失われた記憶の一部に関係すると思われる、ある島に向かった。その島とは、2人がセックス中に脳裏を過ぎった島「天戸島」。2人は螢子が島主の血筋であることを知り、しばらく島に滞在することになる。
その間、主人公は島の神社で菱原涼や3人の巫女などと知り合っていくが、島を巡っていくに連れ、奇妙な違和感を覚えていく。そして、島で起きた殺人事件をきっかけに、主人公達の運命が大きく翻弄されることになる。

## 登場人物
主人公
大学生。同期生である螢子の恋人で、彼女の記憶を呼び覚ますために天戸島に同行する。主要な登場人物たちと関係を持つうちに、島の狂気を目の当たりにする。
杵築 螢子（きづき ほたるこ）
声：岩田由貴
主人公の恋人である銀髪の少女。思い込みだった過去の記憶を思い出すために天戸島を訪れたところ、島主の一族と判明ししばらく身を寄せることになる。
菱原 涼（ひしはら りょう）
声：海原エレナ
東京の大学に通う女子大生。恋人と喧嘩して、故郷の天戸島に戻った。島での生活に退屈していたところに主人公と会った。父は天戸島の神社の神主。OVA版では杵築 涼。
杵築 称津奴（きづき みづぬ）
天戸島の名家である杵築家の当主で、螢子の叔父。OVA版では螢子の兄杵築 弥津奴と設定。
香澄（かすみ）
声：佐藤まこと
杵築家に相談役として出入りする謎の美女。その正体は古の神「ニャルラトテップ」。
中村 美沙（なかむら みさ）
声：細田なな

椎名 純子（しいな じゅんこ）
声：七瀬鈴

清瀬 流花（きよせ るか）
声：木村あやか
杵築家の下女。

## アダルトアニメ
グリーンバニーより、DVDとVHSで発売。全3巻。各巻30分。
上記のとおり、アダルトゲーム版で原作を務めた金澤勝眞が監督及び脚本を担当。同じく原画を担当した武藤技闇もスタッフとして参加。
原作であるアダルトゲーム版とは、伝記を根幹にしている点や「島」が舞台という点は同じであるが、主役（アニメ版においては菱原涼）や人物の設定は原作と異なり、物語の展開ならびに伝記のテーマも独自のものとなっている。
なお、『CRIMSON CLIMAX』（クリムゾン・クライマックス）のタイトルで北米正規版DVDも存在するが、日本国内では入手不可。
- 第一夜「凌」（いやしめ） - 2003年2月21日発売
- 第二夜「辱」（はずかしめ） - 2003年5月22日発売
- 第三夜「淫」（おとしめ） - 2003年9月25日発売
- Climax Pack（クライマックス・パック） - 2012年9月21日発売（全3巻をDVD1枚に収録した廉価版）[4]

2015年現在は各所でダウンロード販売も行われている。

### スタッフ
- 企画 - 金木怪男、天地悠大
- 原作・監督・脚本 - 金澤勝眞
- 絵コンテ・キャラクターデザイン・作画監督 - 武藤技闇
- 演出 - 小唐子紋次郎
- 音楽 - 修羅徹
- プロデューサー - 雅太郎、越中おさむ
- アニメーション制作 - アームス
- 製作 - 「螢子」製作委員会